# Rhizoecus nemoralis
Rhizoecus nemoralis är en insektsart som först beskrevs av Hambleton 1946.  Rhizoecus nemoralis ingår i släktet Rhizoecus och familjen ullsköldlöss. Inga underarter finns listade i Catalogue of Life.